# Crime of Passion
Crime of Passion – piosenka napisana przez Mike’a Oldfielda, wydana jako singel w styczniu 1984. Jest to pierwsza piosenka Oldfielda w której zaśpiewał Barry Palmer.
Okładka przedstawia czarno-białe zdjęcie matki Oldfielda - Maureen. Wynika to 10 rocznicy śmierci kobiety i nie ma żadnego związku z piosenką.
Teledysk do utworu przedstawia wizję dziecięcego pokoju, gdzie większość zabawek ma gigantyczne rozmiary. Mike Oldfield gra na gitarze, poruszając się jak kukiełka. Palmer natomiast siedzi na klockach do zabawy i śpiewa. W tle poruszają się postaci klauna oraz dziewczynki na huśtawce.